# ウランタイガ山脈
ウランタイガ山脈（ウランタイガさんみゃく、モンゴル語:Улаан Тайга）は、モンゴル北部のフブスグル県北西部、ダルハツカヤ渓谷とロシア連邦構成国のトゥヴァ共和国との間にある山脈である。著名な山には標高2,619mのラムタイガ山や標高3,351mのベルキア山などがある。この山脈には小イェニセイ川とデルゲル川の2つの河川の源流がある。この地域は2003年にモンゴルの国立公園に指定された。